# Atolla

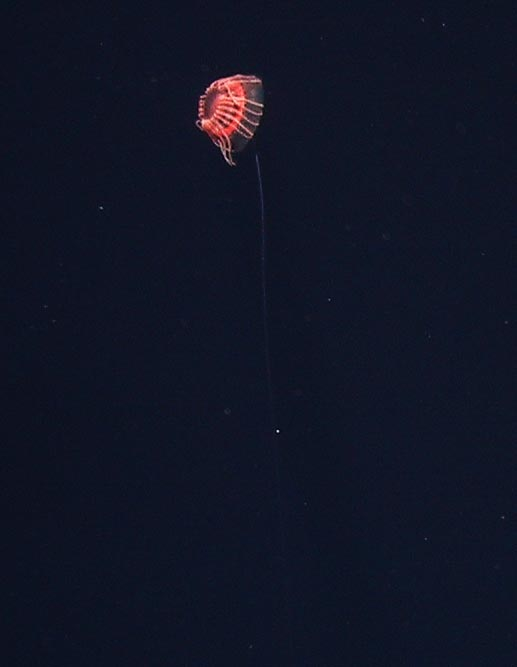
Atolla tenella in arktischen Gewässern. Ein Tentakel ist bei dieser Art besonders lang und reicht auf diesem Bild über die Bildmitte hinaus.

Atolla ist eine Gattung der Kranzquallen (Coronatae) und die einzige Gattung der damit monotypischen Familie Atollidae. Die Gattung Atolla wurde erstmals von Haeckel 1880 beschrieben. Zum Namen der Gattung, bei der der Randkranz von einer Furche vom Schirm getrennt ist, schrieb der Autor: „Atolla – Insel mit ringförmigem Korallen-Gürtel.“.

## Beschreibung
Schon Hickson (1906) merkte an, dass einige Arten beachtenswerte Größen erreichen können. Für Atolla gigantea werden 150 mm Schirmdurchmesser angegeben. Russell (1959) berichtet, dass Atolla-Arten vom Golf von Biskaya Größen bis 130 mm erreichen, allerdings wird vermutet, dass es sich hier um 2 Arten handelt, die kleinere Atolla parva und die größere Atolla wyvillei. Daneben wird für das Seebecken Rockall-Trog von Mauchline und Harvey (1983) für Atolla vanhoeffeni 4,8 bis 31,6 mm und für Atolla parva 5 bis 46,3 mm angegeben. Aus dem Golf von Mexiko stammenden Exemplare hatten zwischen 8 und 40 mm Schirmdurchmesser. Lucas und Reed (2010) nennen für die größten Exemplare vom Cape Hatteras 40 bis 145 mm an. Es ist unklar, ob die Größenabweichungen auf Stichprobenverzerrung, geografische Unterschiede, auf die Verfügbarkeit von Nahrung oder auf die Brutzeit zurückzuführen sind.
Der Magenstiel (Manubrium) ist bei dieser Gattung dunkelrot, rotbraun bis schwarz pigmentiert. Der Schirm ist abgeflacht und oft stark pigmentiert. Ein Tentakel ist stark verlängert und wird beim Schwimmen hinterher gezogen.
Nach Haeckel ist der zentrale Teil des Schirms durch eine tiefe Furche vom Randkranz getrennt. Es sind 32 bis 64 Randlappen und mit 16 bis 32 so viele Tentakel wie Rhopalia (Sinneskolben) vorhanden. Das weite aber kurze, kreuzförmige Mundrohr ist von 8 Gonaden umgeben, die paarweise angeordnet sind. Die bei Atolla rudimentären Sinneskolben und ihre Taschen sind klein und rückgebildet. „Wahrscheinlich ist diese Rückbildung der höheren Sinnes-Organe eine Folge der Anpassung an das Leben in grossen Meerestiefen“, schrieb Haeckel in seiner Monographie der Medusen.

## Lebensraum und Lebensweise
Atolla Quallen bewohnen weltweit die meso- und bathypelagische Tiefsee. In der Monterey Bay zum Beispiel, kommen Atolla-Arten in einer Tiefe von 300 bis 3000 Metern vor.
Bei Tiefseequallen ist über Biologie und Ökologie nur wenig bekannt, bei den Kranzquallen ist die Fortpflanzung nur unzureichend beschrieben. Während die Randtentakel primär zur Aufnahme von Nahrung und zur Verteidigung dienen, dürfte der verlängerte Tentakel mehrere Funktionen erfüllen. Basierend auf der Länge, der Bewegung, der Dichte der Nesselzellen und der Ultrastruktur hilft er wahrscheinlich sensorisch, bei der Fortpflanzung und/oder bei der Nahrungsaufnahme. Bei manchen Exemplaren befindet sich in der Mitte des Außenschirms (Exumbrella) ein kleines Krebstier.

## Arten
Atolla reynoldsi unterscheidet sich molekular von anderen untersuchten Atolla-Arten. Zusammen mit zwei unbeschriebenen Arten muss Atolla reynoldsi aufgrund der Magenmorphologie und des Fehlens eines nachlaufenden Tentakels möglicherweise in eine neue Gattung eingeordnet werden. Bis weitere Arbeiten abgeschlossen sind, empfehlen Matsumoto et al. die Art in der Gattung Atolla zu belassen und die Beschreibung der Familie Atollidae auf 16 bis 62 Rhopalia (statt 16 bis 32 nach Hickson) zu ändern. Bei Atolla tenella handelt es sich möglerweise um keine gültige Art, sondern um Atolla wyvillei.
- Atolla bairdii Fewkes, 1886
- Atolla chuni Vanhöffen, 1902
- Atolla clara Gershwin & Gordon, 2014
- Atolla gigantea Maas, 1897
- Atolla parva Russell, 1958
- Atolla reynoldsi Matsumoto, Christianson, Robison, Haddock & Johnson, 2022[9]
- Atolla russelli Repelin, 1962
- Atolla tenella Hartlaub, 1909
- Atolla valdiviae Vanhöffen, 1902
- Atolla vanhoeffeni Russell, 1957
- Atolla verrillii Fewkes, 1886
- Atolla wyvillei Haeckel, 1880